# Iugoslávia nos Jogos Olímpicos de Verão de 1968
Atletas da República Federal Socialista da Iugoslávia competiram nos Jogos Olímpicos de Verão de 1968 na Cidade  do México, México.

## Medalhistas
| Medalha           | Nome | Esporte       | Evento                            |
| ----------------- | --- | ------------- | --------------------------------- |
| Medalha de ouro   | Miroslav Cerar | Ginástica     | Cavalo com alças                  |
| Medalha de ouro   | Đurđica Bjedov | Natação       | 100 m peito feminino              |
| Medalha de ouro   | Ozren Bonačić Dejan Dabović Zdravko Hebel Zoran Janković Ronald Lopatny Uroš Marović Đorđe Perišić Miroslav Poljak Mirko Sandić Karlo Stipanić Ivo Trumbić                          | Polo aquático | Competição masculina              |
| Medalha de prata  | Đurđica Bjedov | Natação       | 200 m peito feminino              |
| Medalha de prata  | Stevan Horvat | Lutas         | Greco-romana masculina peso leve  |
| Medalha de prata  | Dragutin Čermak Kresimir Ćosić Vladimir Cvetković Ivo Daneu Radivoj Korać Zoran Marojević Nikola Plećaš Trajko Rajković Dragoslav Ražnatović Petar Skansi Damir Šolman Aljoša Žorga | Basquetebol   | Competição masculina              |
| Medalha de bronze | Zvonimir Vujin | Boxe          | Peso leve                         |
| Medalha de bronze | Branislav Simić | Lutas         | Greco-romana masculina peso médio |

## Resultados por Evento

### Polo aquático

#### Competição masculina
- Fase preliminar (Grupo B)
  - Derrotou a República Árabe  Unida (13:2)
  - Empatou com a Alemanha Oriental (4:4)
  - Derrotou o México (9:0)
  - Derrotou a Holanda (7:4)
  - Perdeu para a Itália (4:5)
  - Derrotou a Grécia (11:1)
  - Derrotou o Japão (17:2)
- Semifinais
  - Derrotou a Hungria (8:6)
- Final
  - Derrotou a União Soviética (13:11) →  Medalha de Ouro
- Elenco
  - Ozren Bonačić
  - Dejan Dabović
  - Zdravko Hebel
  - Zoran Janković
  - Ronald Lopatny
  - Uroš Marović
  - Đorđe Perišić
  - Miroslav Poljak
  - Mirko Sandić
  - Karlo Stipanić
  - Ivo Trumbić